# Auguste Mayer
Pour les articles homonymes, voir Mayer.
Étienne François Auguste Mayer né le 3 ou 5 juillet 1805 à Brest et mort le 22 septembre 1890 dans la même ville est un peintre et illustrateur français.

## Biographie
Auguste Mayer s'adonna dès sa jeunesse à la peinture de marine, genre qu'il n'a cessé de cultiver depuis, et obtint l'autorisation de faire sur des navires de l'État des voyages en Orient, en Scandinavie, en Hollande, etc. Mayer a exécuté un grand nombre de tableaux, qui témoignent d'une grande habileté de brosse et montrent un soin scrupuleux à reproduire avec fidélité les scènes navales. En outre, il compose bien ; mais on a reproché ses toiles de ne pas donner une idée suffisante de ce qu'on pourrait appeler la poésie de la mer, de négliger pour l'exactitude des détails les effets grandioses et saisissants.
Auguste Mayer réalisa aussi de nombreux dessins, dont un certain nombre, illustrant notamment la Bretagne, lithographiés par Victor Petit et publiés dans les Voyages pittoresques et romantiques dans l'ancienne France. Bretagne par Charles Nodier, Justin Taylor et Alphonse de Cayeux, livre édité en 1845-1846.
Auguste Mayer a été promu officier de la Légion d'honneur en 1867. Il fut professeur de dessin à l'École navale, Henri Zuber y fut l'un de ses élèves.

Dessins d'Auguste Mayer lithographiés par Victor Petit, publiés dans Voyages pittoresques et romantiques dans l'ancienne France. Bretagne (1845-1846)
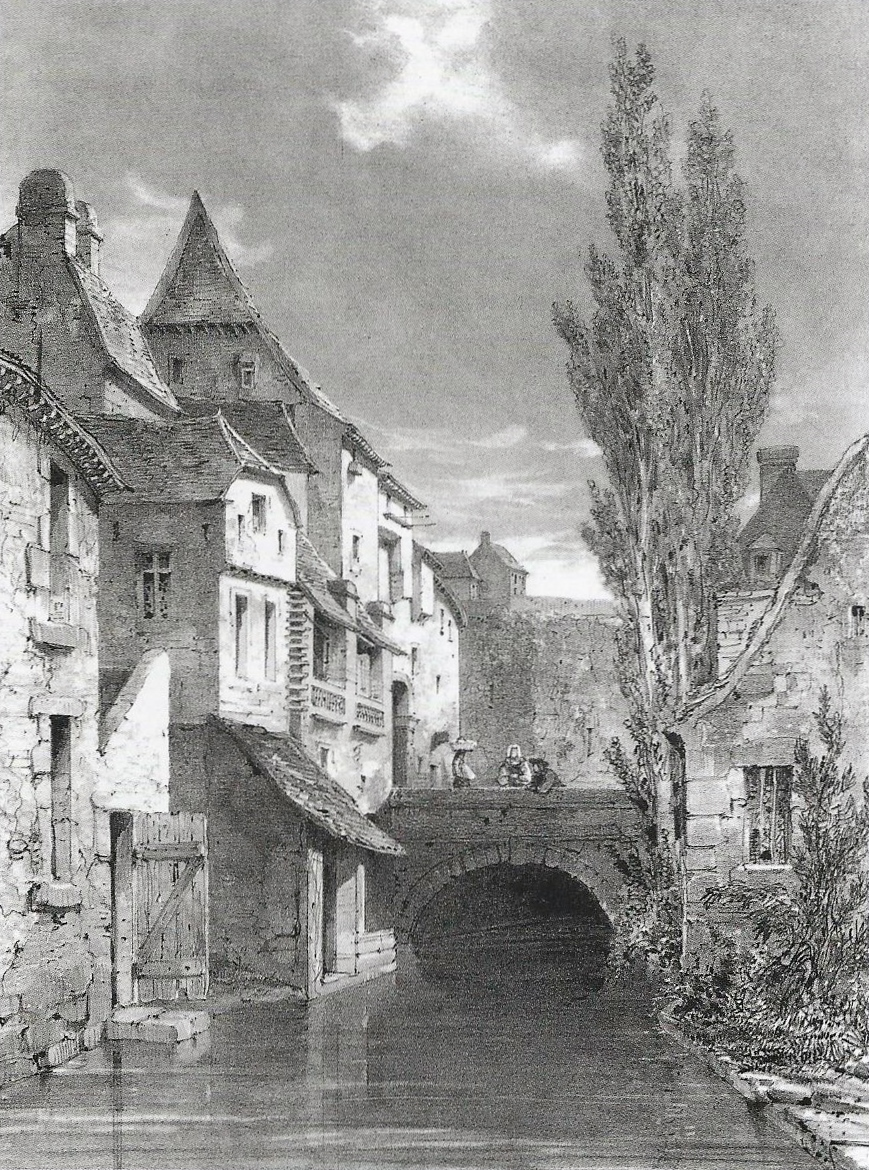
La Porte Bourrette[2], à Morlaix.
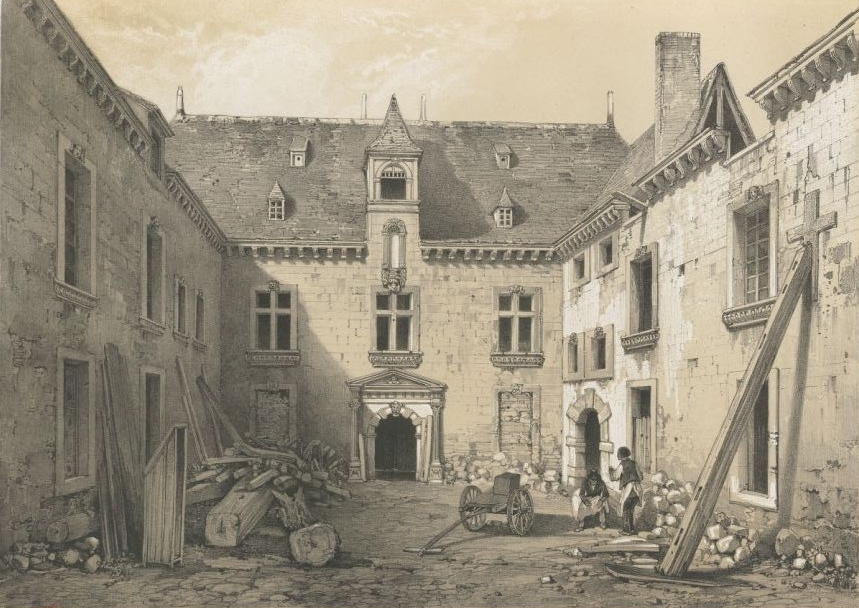
L'Ancien hôtel de ville de Morlaix
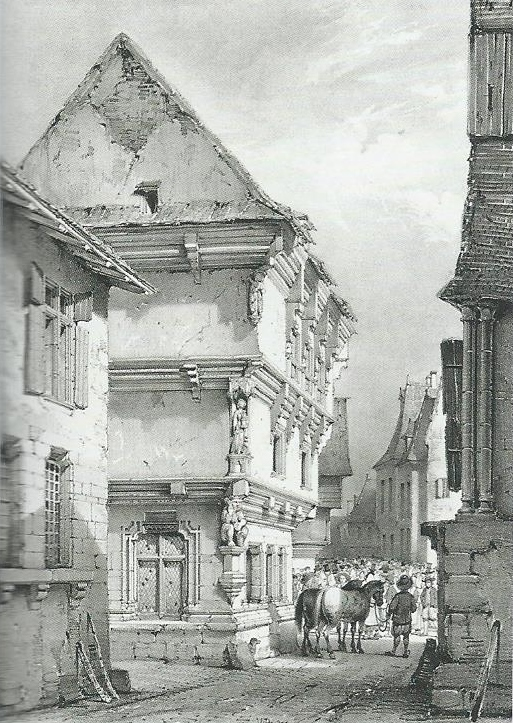
La Rue Noble, à Morlaix.
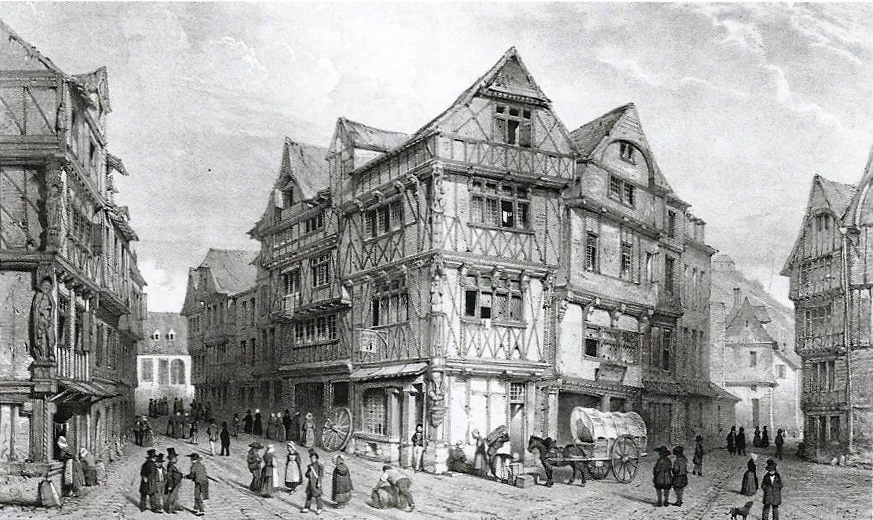
Le Pavé à Morlaix.
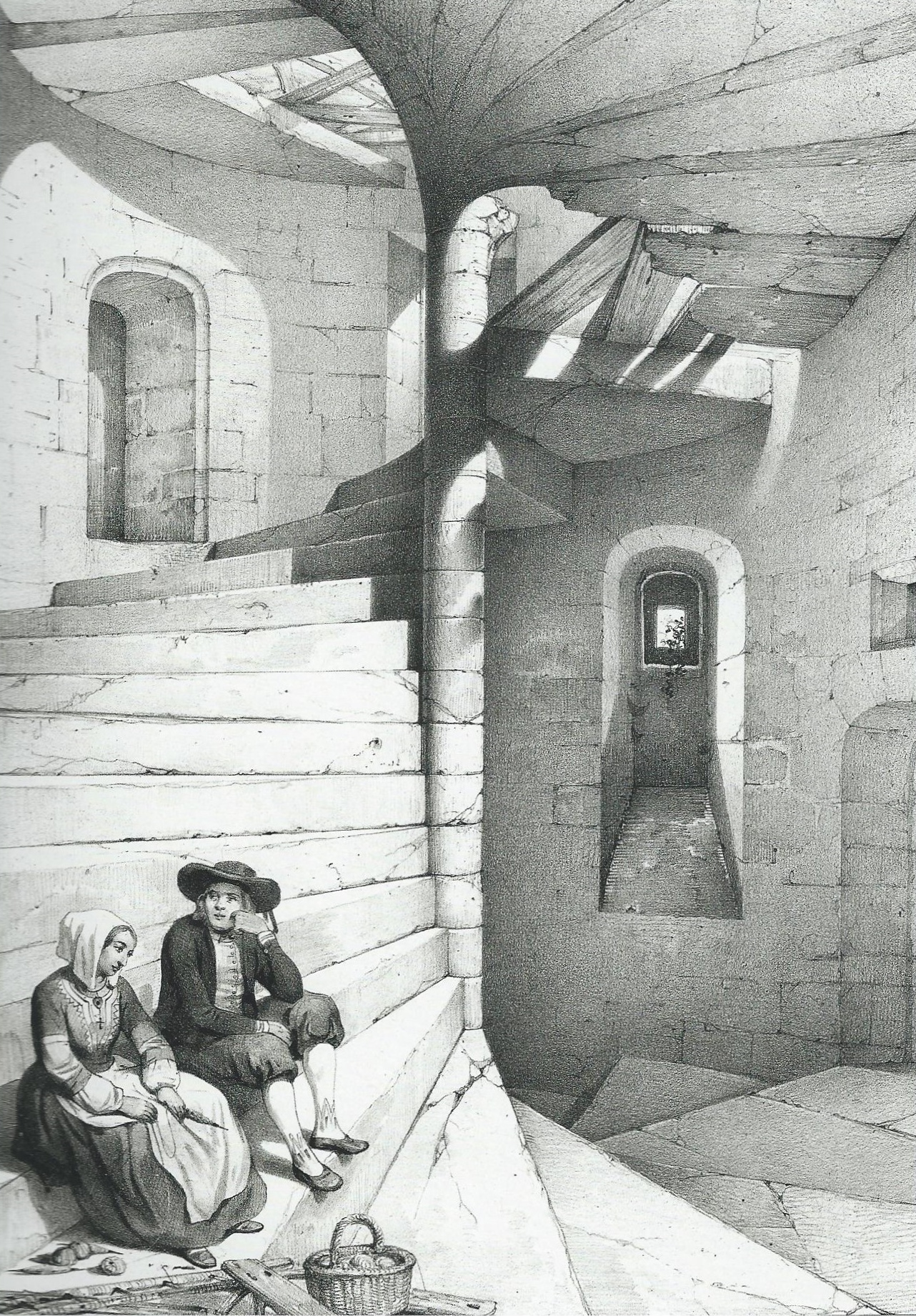
L'Escalier du manoir de Kerautret, probablement en Plougoulm.

## Œuvres
- Rade de Brest en 1698, 1835[réf. nécessaire].
- Combat du "Bucentaure", 1836[réf. nécessaire].
- Combat du "Pluton", 1836[réf. nécessaire].
- Corvette "La Recherche" au milieu des glaces, 1837[réf. nécessaire].
- Frégate égyptienne, 1837[réf. nécessaire].
- Incendie du "Devonshire" par Duguay-Trouin, 1838[réf. nécessaire].
- Cap Nord, 1839[réf. nécessaire].
- Sites de Norvège, 1839[réf. nécessaire].
- Calvaire breton, 1841[réf. nécessaire].
- Bataille navale d' Episcopia, 1323, Versailles, musée de l'Histoire de France[3].
- Naufrage de "L'Algésiras", 1852[réf. nécessaire].
- Bourse de Copenhague, 1852[réf. nécessaire].
- Port du Conquet, 1852[réf. nécessaire].
- Un homme à la mer, 1852[réf. nécessaire].
- Soir d'un combat, 1852[réf. nécessaire].
- Incendie de la Bourse de Hambourg en 1842, 1857[réf. nécessaire].
- La Frégate "L'Herminie" par le travers du cap Horn, 1831, huile sur toile, 109,7 × 165,7 cm, musée des Beaux-Arts de Brest[4].
- Canot des princes, S.A.R. Madame la duchesse de Nemours, se rendant à bord du vaisseau "Le Suffren", 1843, lithographie sur papier, musée des Beaux-Arts de Brest.
- Baie des Trépassés, 1861[réf. nécessaire].
- Vue prise à l'île de Groix, 1861[réf. nécessaire].
- Pêcheurs de goëmon, 1863[réf. nécessaire].
- Phare de la presqu'île de Kermorvan, 1863[réf. nécessaire].
- Donjon du château du Brest, 1865[réf. nécessaire].
- Embarcation du vaisseau-école "Le Borda", 1865[réf. nécessaire].
- Baie de Pen-Hir, 1865[réf. nécessaire].
- Sauvetage sur une côte de Bretagne, 1865[réf. nécessaire].
- Vieux port de Porstein, 1869[réf. nécessaire].
- L'Abordage du vaisseau "Lord Nelson" par le corsaire bordelais "La Bellone", 1872, huile sur toile, 65,3 × 97,8 cm, musée des Beaux-Arts de Brest
- Le dolmen "Dol-ar-Mar'hadourien" à Locmariaker, 1878, huile sur toile, 75,5 × 103,3 cm, musée des Beaux-Arts de Brest[4].

Œuvres d'Auguste Mayer
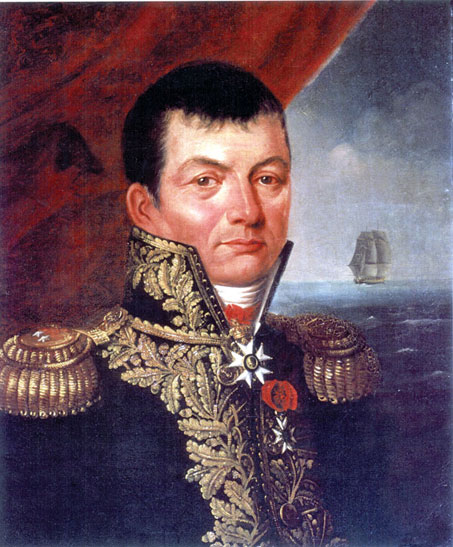
Julien Marie Cosmao-Kerjulien, collections de la Ville de Châteaulin.
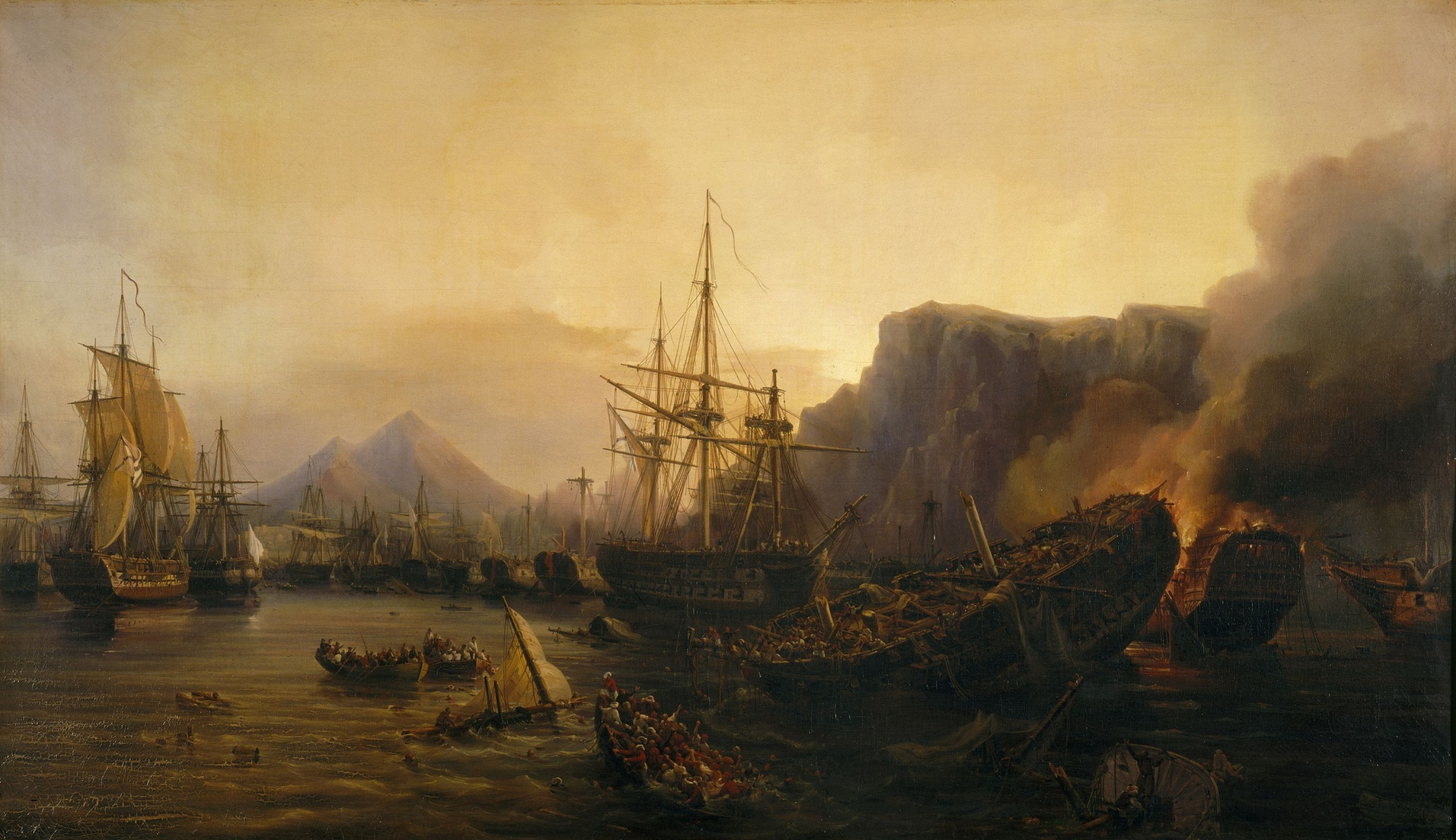
Le Soir de la bataille de Navarin, 1827 (1840), Paris, musée national de la Marine.
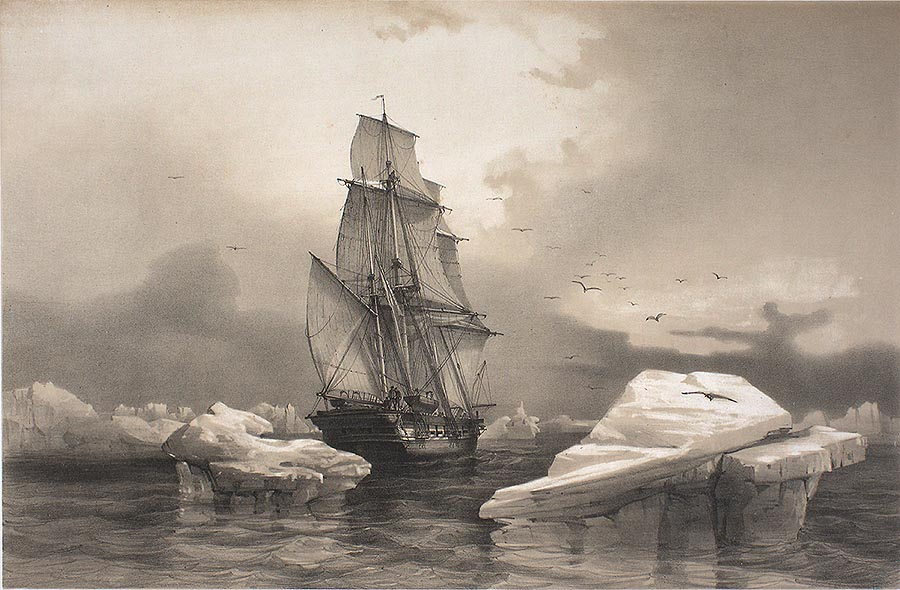
Corvette "La Recherche" près de l'île aux Ours, Svalbard, 7 août 1838, localisation inconnue.
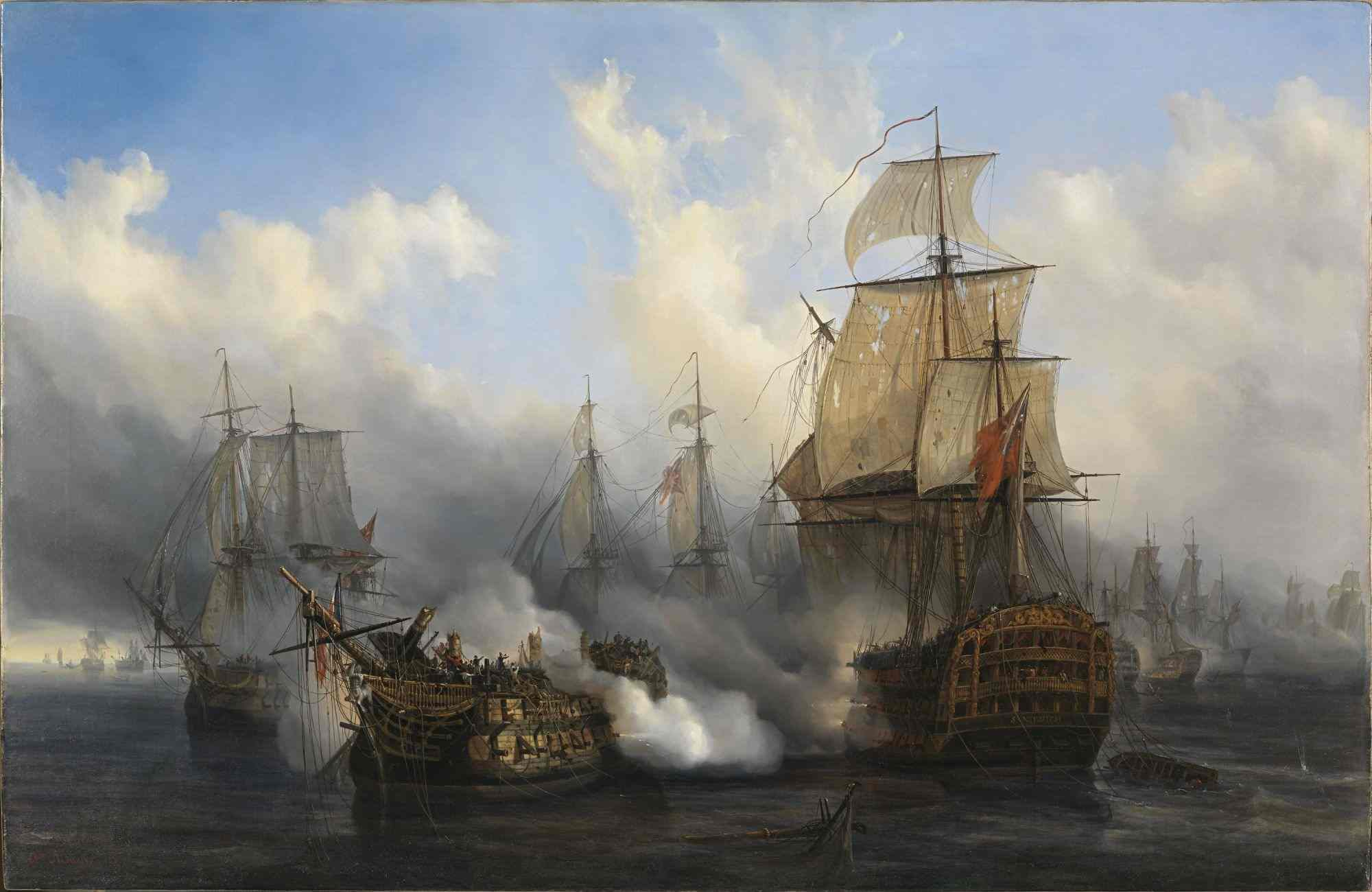
Scène de la bataille de Trafalgar[5] (1836), Paris, musée national de la Marine.
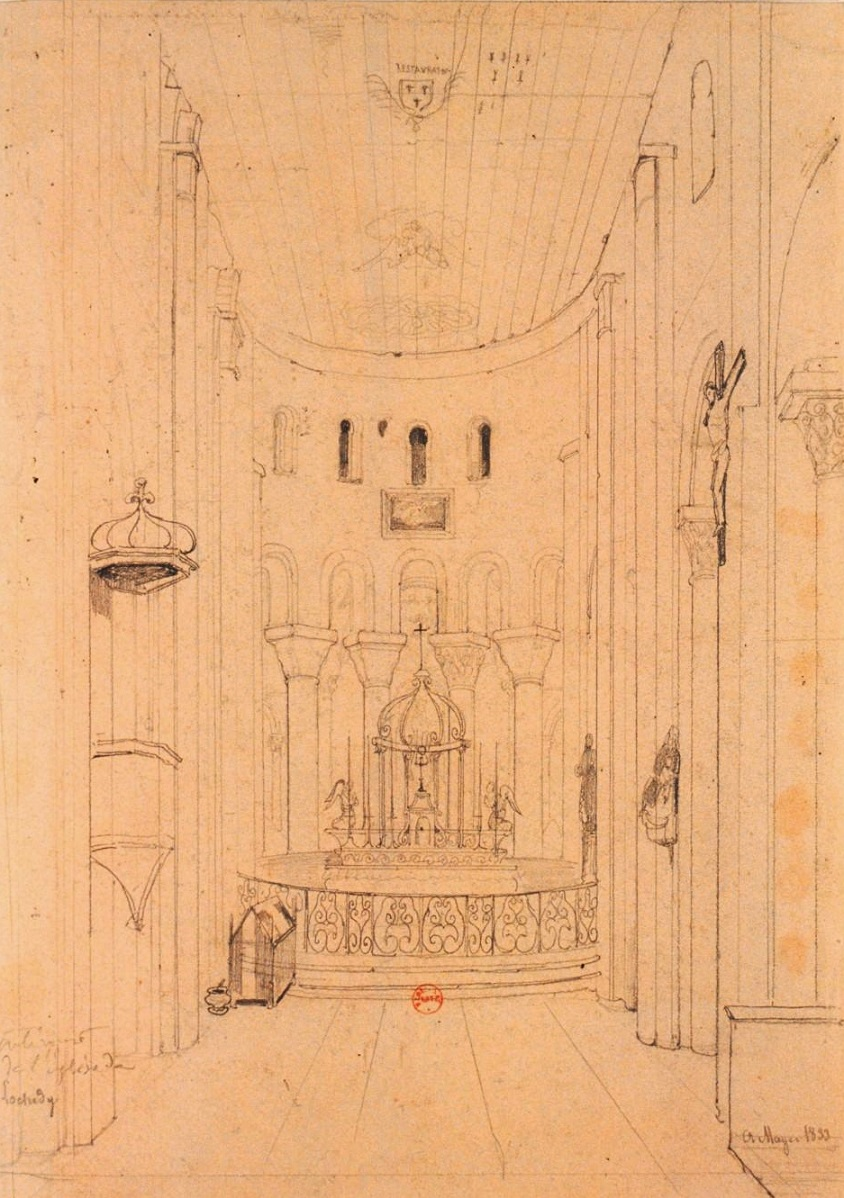
Intérieur de l'église de Loctudy (1833), dessin, Paris, Bibliothèque nationale de France.
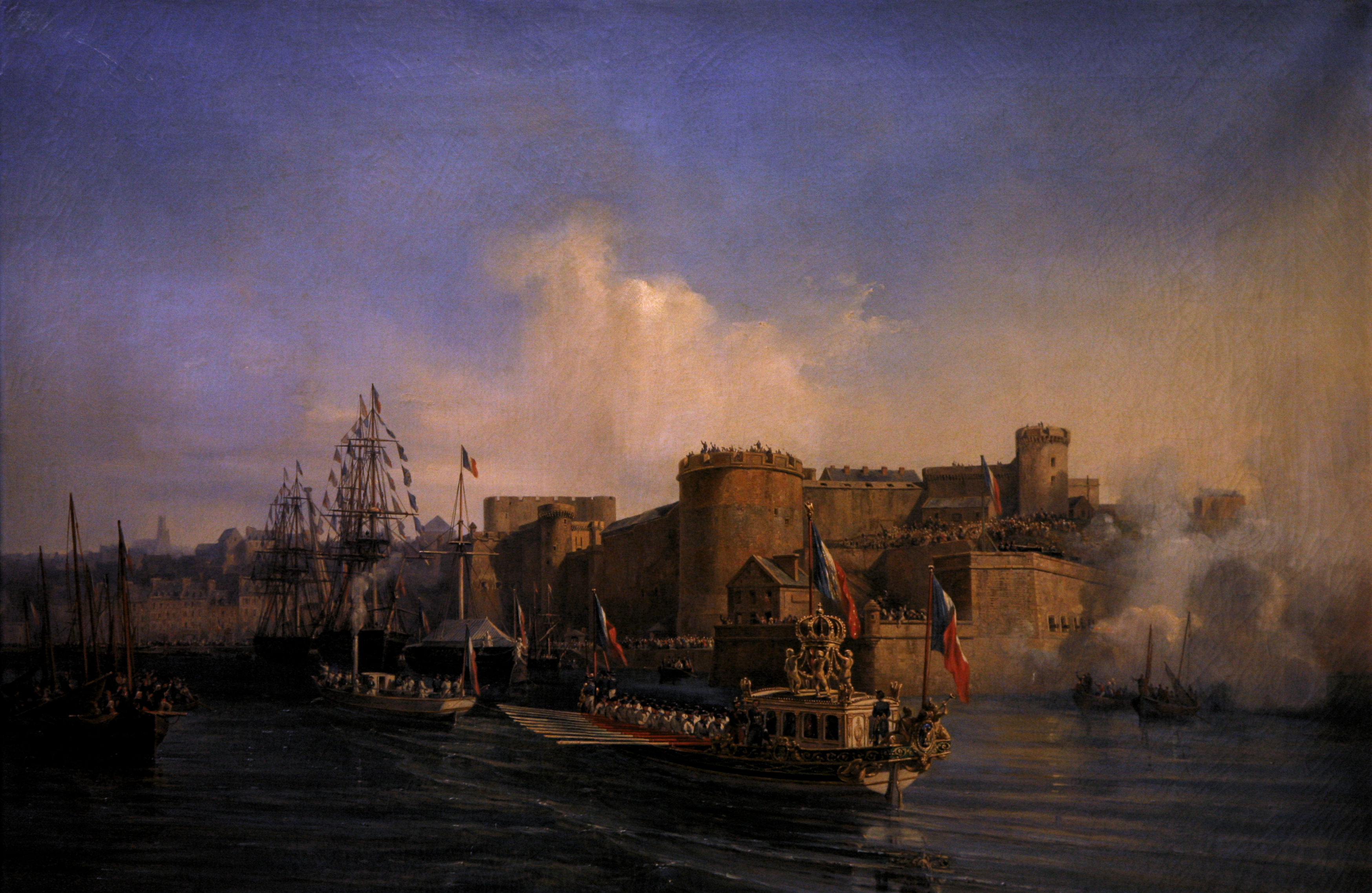
Visite de Napoléon III à Brest, 11 août 1858 (1859)[6], Paris, musée national de la Marine.
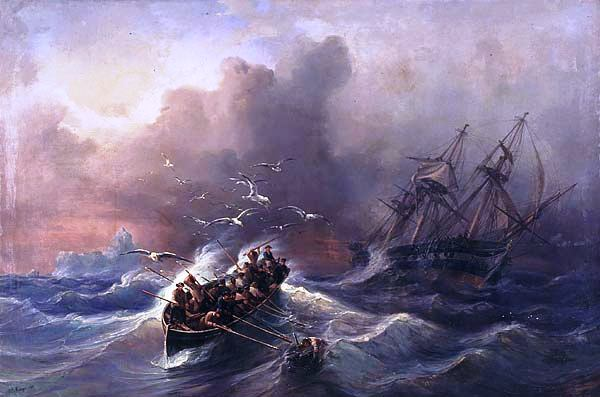
Frégate "L'Herminie" par le travers du cap Horn, musée des Beaux-Arts de Brest.
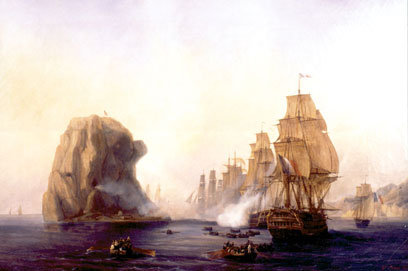
La flotte française commandée par Cosmao-Kerjulien attaquant le rocher du Diamant, collections de la Ville de Châteaulin.